# HD51134
HD51134 — хімічно пекулярна зоря спектрального класу
F5 й має видиму зоряну величину в смузі V приблизно  9,6.